# تهورار
تهورار (به انگلیسی: Thorar) یک منطقهٔ مسکونی در پاکستان است که در ناحیه پونچ واقع شده‌است.